# La nueva Cenicienta (película de 1964)
La nueva Cenicienta es una comedia musical del año 1964 protagonizada por la actriz y cantante Marisol, acompañada por Antonio el Bailarín y Robert Conrad. Parcialmente rodada en inglés. Marisol y Robert Conrad interpretan las canciones. Marisol y Antonio se encargan de los números de baile.

## Argumento
Marisol es una joven que vive con su padre (Fernando Rey) en una pensión junto a varios amigos, todos ellos antiguos trabajadores del circo. Todos ellos pasan miseria económica y trabajan en lo que pueden consiguiendo lo justo para alimentarse y siendo permanentemente perseguidos por los acreedores. El padre de Marisol, que es compositor, espera poder colocar alguna de sus canciones para ganar algo de dinero que les permita salir del bache en que se encuentran.
Mientras tanto, Antonio es un coreógrafo que busca a una primera bailarina para su nuevo espectáculo y que está desesperado porque no encuentra a nadie con el talento suficiente. Un día, ve a Marisol que está bailando en la calle frente a un cartel de su espectáculo. No llega a verle la cara porque cuando la llama la asusta y sale corriendo, pero en el camino pierde un zapato, zapato que se convierte en la única pista para encontrarla.
Paralelamente, Bob Conrad (Robert Conrad), un cantante norteamericano, llega desde Estados Unidos para protagonizar junto a Antonio un programa musical especial que se va a emitir por toda Europa a través de la red de Eurovisión. Durante los ensayos, Marisol se presenta con su padre, con la esperanza de colocar a sus amigos artistas en alguna parte. Allí conoce a Bob. Este, que había hecho una foto al cartel frente al cual había bailado Marisol y que casualmente la había captado en la foto, le regala la instantánea, pero esta le pide que guarde él la foto.
Desde el primer momento surge un romance entre ambos, y Bob le promete que le harán una prueba a sus amigos. Sin embargo, una confusión en las horas, hace que los artistas se presenten en el escenario en el mismo momento en que se inicia la retransmisión por Europa estropeándola. Bob, creyendo que Marisol lo ha hecho a propósito aprovechándose de su buena fe, rompe con ella, y ella dolida tampoco quiere saber nada más de él al dudarse de su buena fe. Será la casualidad de que Bob le enseñe la foto de Marisol a Antonio y que este reconozca el cartel y a la bailarina que buscaba, lo que arreglará todos los malentendidos y al mismo tiempo resolverá el futuro de Marisol y de sus amigos.

## Temas musicales
- La máscara (por Marisol)
- Para toda la vida (por Marisol)
- Con las manos abiertas (por Robert Conrad)
- Zorongo (por Marisol)
- Que me la den entera (por Marisol)
- Me conformo (por Marisol y Robert Conrad)
- Para toda la vida (por Robert Conrad)
- Anda jaleo (por Marisol)

## Curiosidades
- La prensa de la época se hizo eco del escándalo que supuso la relación sentimental entre Marisol de 16 años entonces y menor de edad, y Antonio, de 40 años por aquel entonces.
- La película está rodada en castellano, salvo las escenas de Robert Conrad en las que éste hablaba en inglés, siendo después doblado. Robert Conrad sólo utilizó el castellano para las canciones.
- La canción Que me la den entera es la segunda vez que aparece interpretada por Marisol en una película. Ya había sido interpretada por la actriz en la película Tómbola.
- Realizan cameos Vicky Flores (la hermana mayor de Marisol) y Carlos Goyanes (su futuro marido e hijo de su productor).